# Füssen
Füssen est une ville d'Allemagne dans l'arrondissement de l'Allgäu-Oriental (Landkreis Ostallgäu), dans le sud-ouest de la Bavière, arrosée par le Lech, sur la Route romantique.
Füssen est connue dès l'époque romaine où elle se situait sur la Via Claudia Augusta, au sud de l'ancienne capitale régionale Castra Augusta, aujourd'hui Augsbourg. Le nom original était Foetibus.
Le château (Hohes Schloss), ancienne résidence d'été des princes-évêques d'Augsbourg depuis la fin du XVe siècle, est un des châteaux gothiques parmi les plus grands et les mieux conservés en Souabe. Aujourd'hui il abrite des collections d'œuvres d'art de Bavière des périodes gothique et Renaissance.
Non loin du château se trouve le complexe baroque (1697 – 1726) de l'ancien monastère bénédictin de Saint-Magne fondé au VIIIe siècle. L'empereur Frédéric II a accordé en 1222 un privilège au monastère Saint-Magne.

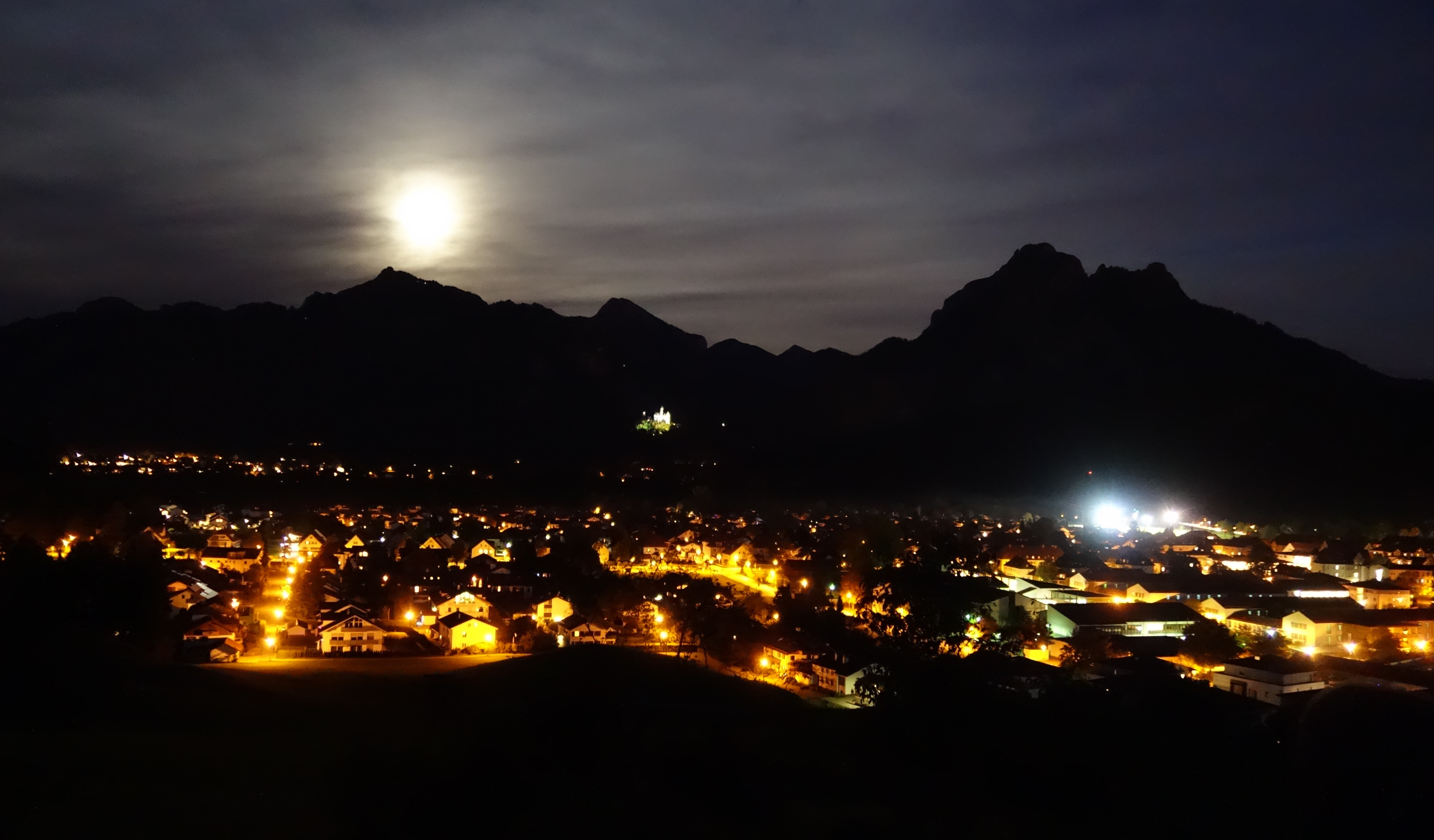
Füssen la nuit avec les silhouettes des montagnes Tegelberg (gauche) et Säuling (droite); au milieu le château de Neuschwanstein

Füssen est la ville la plus haute de Bavière (808 m au-dessus du niveau de la mer). Les célèbres châteaux de Neuschwanstein et de Hohenschwangau sont situés non loin de la ville.
La scène de la poursuite à moto dans La Grande Évasion (The Great Escape) avec Steve McQueen a été tournée dans et autour de la ville.

## Histoire
| Appartenances historiques Principauté épiscopale d'Augsbourg 1322–1803 Électorat de Bavière 1803–1806 Royaume de Bavière 1806–1918 République de Weimar 1918–1933 Reich allemand 1933–1945 Allemagne occupée 1945–1949 Allemagne 1949–présent |

## Armoiries
Le nom Füssen apparaît pour la première fois à fin du XIIe siècle sous la forme Fuzin, puis Fiessen ou Füssen à cause de la situation de la ville au pied de la montagne (en allemand, Füße signifie « pieds »). Les pieds dans les armoiries font allusion à ce nom. Le sceau est connu dès 1295, mais la première reproduction date de 1317 avec l'inscription « SIGILLVM CIVIVM DE FVZEN » et les trois pieds. Ces armoiries ne varient pratiquement pas jusqu'au XIXe siècle. Les couleurs or et noir datent de cette époque mais sont parfois remplacées par le rouge ou bleu et l'argent. En 1818, le gouvernement a souhaité une position plus « décente » des pieds mais le roi Louis Ier, en 1842, a confirmé les armoiries originelles. Sur la signification des trois pieds, il existe plusieurs légendes.
Guerre de Smalkalde
Durant la guerre de Smalkade, opposant catholiques et protestants, les princes protestants attaquèrent la ville, Füssen étant une ville catholique.

## Jumelage
- Palestrina (Italie) depuis le 1er juin 1972[1]

## Personnalités
- Kaspar Tieffenbrucker (1514-1571), luthier, un des premiers concepteurs du violon moderne
- Placidus Hieber von Greifenfels (1615-1678), bénédictin, abbé de Lambach
- François-Xavier Seelos (1819-1867), missionnaire rédemptoriste mort à la Nouvelle-Orléans
- Laux Maler (1485-1522), luthier allemand dont la famille est originaire de cette ville
- Max Koegel (1895-1946), militaire allemand nazi, commandant du camp d'extermination de Majdanek, né à Füssen
- Wilhelm von Leeb (1876-1956), Generalfeldmarschall, décédé à Füssen